# 15e étape du Tour de France 2023
La 15e étape du Tour de France 2023 se déroule le dimanche 16 juillet 2023 entre Les Gets et Saint-Gervais-les-Bains, sur une distance de 179 kilomètres.

## Parcours
Cette deuxième étape alpestre comprend cinq ascensions répertoriées dont trois de première catégorie. Après 75 premiers kilomètres vallonnés dont le col des Fleuries non répertorié, le col de la Forclaz de Montmin (1re catégorie, 7,2 km à 7,3 % ) est gravi. Au km 113, le col de la Croix Fry (1re catégorie, 11,3 km à 7 %) est suivi immédiatement par le col des Aravis (3e catégorie, 4,4 km à 5,8 %) franchi après 133,3 km. La montée finale se compose de deux cols séparés par un replat d'environ un kilomètre traversant Saint-Gervais-les-Bains. Les coureurs grimpent d'abord les pentes raides (à 10,9 % et des passages à 17 %) des 2,7 km de la côte des Amerands puis, après Saint-Gervais, poursuivent leur ascension jusqu’à l’arrivée au sommet au hameau d'altitude du Bettex (1re catégorie, 7 km à 7,7 %).

## Déroulement de la course

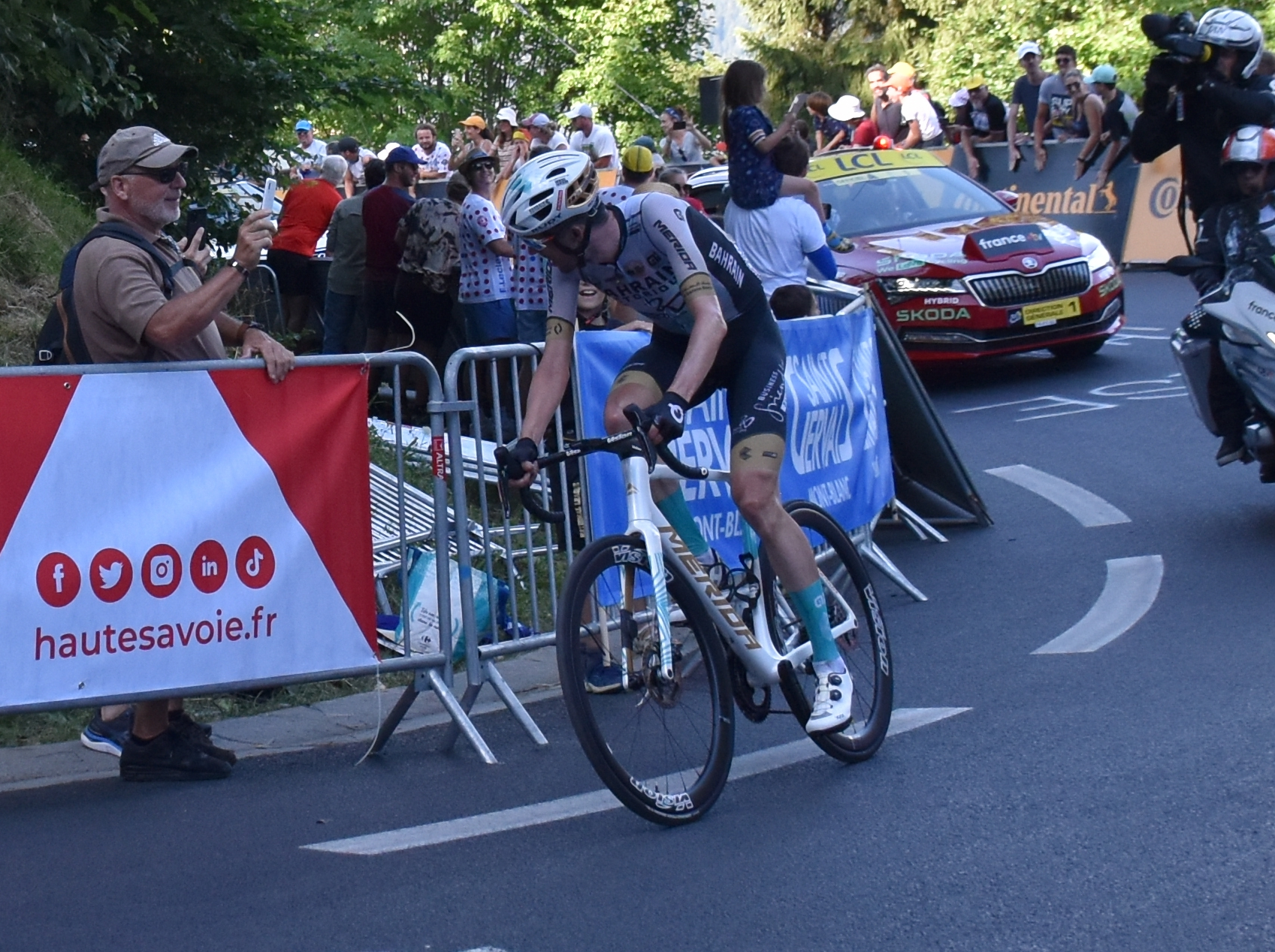
Wout Poels, vainqueur de l'étape, échappé en solitaire à 1 km de l'arrivée.

En ce début d'étape, plusieurs attaques afin de constituer une échappée restent vaines. Après plusieurs tentatives, le Français Julian Alaphilippe (Soudal Quick-Step) s'échappe en compagnie du Kazakh Alexey Lutsenko (Astana) à 139 km de l'arrivée. ils prennent rapidement trente secondes sur le peloton. Ils sont pris en chasse par un groupe de 23 coureurs, alors que le peloton laisse filer. Au km 51, une chute provoquée par un spectateur se produit à l'avant du peloton mettant de nombreux coureurs au sol. Le groupe des poursuivants talonne le duo de tête à trente secondes, le peloton pointe à deux minutes. Au pied du Col de la Forclaz de Montmin, km 82,8 (1re catégorie, 7,2 km à 5,8 %), ils sont 35 coureurs avec un retard de trente secondes sur les échappés, le peloton est à huit minutes. Au sommet, Lutsenko précède Alaphilippe mais, dans la descente du col, une partie du groupe de chasse reprend les deux hommes. Le peloton maillot jaune accuse alors un retard de huit minutes et trente secondes sur les fuyards. À 73 km de l'arrivée, l'Autrichien Marco Haller (Bora Hansgrohe) part seul en tête et aborde le col de la Croix Fry, km 124,5 (1re catégorie, 11,3 km à 7 %), mais le Portugais Rui Costa (Intermarché Circus Wanty) le rejoint dans l'ascension puis le lâche avant d'être repris à son tour par le groupe des poursuivants, à 1,5 km du sommet. C'est l'Italien Giulio Ciccone (Lidl Trek) qui bascule en tête devant Wout van Aert, alors que le groupe ne compte plus que 21 unités. Dans la montée du col des Aravis, km 133,3 (3e catégorie, 4,4 km à 5,8 %), l'Espagnol Marc Soler attaque et se retrouve seul à l'avant de la course. Il passe en tête au sommet. Dès le début de la descente, il est repris par un trio de poursuivants : Wout van Aert (Jumbo Visma), Wout Poels (Bahrain Victorious) et Krists Neilands (Israel Premier Tech). Le peloton maillot jaune pointe à plus de six minutes. Le quatuor de tête perd Neilands qui chute dans la descente. À 30 km de l'arrivée, van Aert, Poels et Soler possèdent cinquante secondes d'avance sur leurs premiers poursuivants encore au nombre de douze. 
Au pied de la côte des Amerands, km 170,6 (2e catégorie, 2,7 km à 10,9 %), le trio de tête, avec Soler légèrement décroché, compte un avantage d'une minute et vingt secondes sur le groupe de chasse et sept minutes et trente secondes sur le groupe maillot jaune. Dès le début de la côte, Wout Poels attaque et augmente constamment son avance sur Wout van Aert dans l'ascension finale et gagne l'étape avec plus de deux minutes d'avance sur le Belge et trois minutes sur le Français Mathieu Burgaudeau (TotalEnergies), revenu du groupe de chasse. Dans le groupe maillot jaune, Tadej Pogačar et Jonas Vingegaard s'observent. Pogačar tente une courte attaque à moins d'un kilomètre mais Vingegaard le suit facilement. Ils arrivent ensemble à plus de six minutes du vainqueur.

## Résultats
Cette section présente les résultats et prix obtenus au cours de l'étape.

### Classement de l'étape
| Classement de la 15e étape | Classement de la 15e étape | Classement de la 15e étape | Classement de la 15e étape | Classement de la 15e étape |
|                            | Coureur                    | Pays                       | Équipe                     | Temps                      |
| -------------------------- | -------------------------- | -------------------------- | -------------------------- | -------------------------- |
| 1er                        | Wout Poels                 | Pays-Bas                   | Bahrain Victorious         | en 4 h 40 min 45 s         |
| 2e                         | Wout van Aert              | Belgique                   | Jumbo-Visma                | + 2 min 8 s                |
| 3e                         | Mathieu Burgaudeau         | France                     | TotalEnergies              | + 3 min 0 s                |
| 4e                         | Lawson Craddock            | États-Unis                 | Team Jayco AlUla           | + 3 min 10 s               |
| 5e                         | Mikel Landa                | Espagne                    | Bahrain Victorious         | + 3 min 14 s               |
| 6e                         | Thibaut Pinot              | France                     | Groupama-FDJ               | + 3 min 14 s               |
| 7e                         | Guillaume Martin           | France                     | Cofidis                    | + 3 min 32 s               |
| 8e                         | Mattias Skjelmose Jensen   | Danemark                   | Lidl-Trek                  | + 3 min 43 s               |
| 9e                         | Simon Guglielmi            | France                     | Arkéa-Samsic               | + 3 min 59 s               |
| 10e                        | Warren Barguil             | France                     | Arkéa-Samsic               | + 4 min 20 s               |
| modifier                   |                            |                            |                            |                            |

### Bonifications en temps
|   | Coureur            | Pays     | Équipe             | Secondes |
| - | ------------------ | -------- | ------------------ | -------- |
| 1 | Wout Poels         | Pays-Bas | Bahrain Victorious | 10 s     |
| 2 | Wout van Aert      | Belgique | Jumbo-Visma        | 6 s      |
| 3 | Mathieu Burgaudeau | France   | TotalEnergies      | 4 s      |

### Points attribués
| Sprint intermédiaire Bluffy (km 72) | Sprint intermédiaire Bluffy (km 72) | Sprint intermédiaire Bluffy (km 72) | Sprint intermédiaire Bluffy (km 72) | Sprint intermédiaire Bluffy (km 72) |
| ----------------------------------- | ----------------------------------- | ----------------------------------- | ----------------------------------- | ----------------------------------- |
|                                     | Coureur                             | Pays                                | Équipe                              | Point(s)                            |
| 1er                                 | Julian Alaphilippe                  | France                              | Soudal Quick-Step                   | 20                                  |
| 2e                                  | Alexey Lutsenko                     | Kazakhstan                          | Astana Qazaqstan Team               | 17                                  |
| 3e                                  | Jonas Abrahamsen                    | Norvège                             | Uno-X Pro Cycling Team              | 15                                  |
| 4e                                  | Patrick Konrad                      | Autriche                            | Bora-Hansgrohe                      | 13                                  |
| 5e                                  | Mathieu van der Poel                | Pays-Bas                            | Alpecin-Deceuninck                  | 11                                  |
| 6e                                  | Nils Politt                         | Allemagne                           | Bora-Hansgrohe                      | 10                                  |
| 7e                                  | Thibaut Pinot                       | France                              | Groupama-FDJ                        | 9                                   |
| 8e                                  | Torstein Træen                      | Norvège                             | Uno-X Pro Cycling Team              | 8                                   |
| 9e                                  | Michael Woods                       | Canada                              | Israel-Premier Tech                 | 7                                   |
| 10e                                 | Giulio Ciccone                      | Italie                              | Lidl-Trek                           | 6                                   |
| 11e                                 | Omar Fraile                         | Espagne                             | Ineos Grenadiers                    | 5                                   |
| 12e                                 | Andrey Amador                       | Costa Rica                          | EF Education-EasyPost               | 4                                   |
| 13e                                 | Rigoberto Urán                      | Colombie                            | EF Education-EasyPost               | 3                                   |
| 14e                                 | Magnus Cort Nielsen                 | Danemark                            | EF Education-EasyPost               | 2                                   |
| 15e                                 | Luka Mezgec                         | Slovénie                            | Team Jayco AlUla                    | 1                                   |
| modifier                            |                                     |                                     |                                     |                                     |

| Arrivée d'étape Saint-Gervais-les-Bains - Mont-Blanc - Le Bettex (km 179) | Arrivée d'étape Saint-Gervais-les-Bains - Mont-Blanc - Le Bettex (km 179) | Arrivée d'étape Saint-Gervais-les-Bains - Mont-Blanc - Le Bettex (km 179) | Arrivée d'étape Saint-Gervais-les-Bains - Mont-Blanc - Le Bettex (km 179) | Arrivée d'étape Saint-Gervais-les-Bains - Mont-Blanc - Le Bettex (km 179) |
| ------------------------------------------------------------------------- | ------------------------------------------------------------------------- | ------------------------------------------------------------------------- | ------------------------------------------------------------------------- | ------------------------------------------------------------------------- |
|                                                                           | Coureur                                                                   | Pays                                                                      | Équipe                                                                    | Point(s)                                                                  |
| 1er                                                                       | Wout Poels                                                                | Pays-Bas                                                                  | Bahrain Victorious                                                        | 20                                                                        |
| 2e                                                                        | Wout van Aert                                                             | Belgique                                                                  | Jumbo-Visma                                                               | 17                                                                        |
| 3e                                                                        | Mathieu Burgaudeau                                                        | France                                                                    | TotalEnergies                                                             | 15                                                                        |
| 4e                                                                        | Lawson Craddock                                                           | États-Unis                                                                | Team Jayco AlUla                                                          | 13                                                                        |
| 5e                                                                        | Mikel Landa                                                               | Espagne                                                                   | Bahrain Victorious                                                        | 11                                                                        |
| 6e                                                                        | Thibaut Pinot                                                             | France                                                                    | Groupama-FDJ                                                              | 10                                                                        |
| 7e                                                                        | Guillaume Martin                                                          | France                                                                    | Cofidis                                                                   | 9                                                                         |
| 8e                                                                        | Mattias Skjelmose Jensen                                                  | Danemark                                                                  | Lidl-Trek                                                                 | 8                                                                         |
| 9e                                                                        | Simon Guglielmi                                                           | France                                                                    | Arkéa-Samsic                                                              | 7                                                                         |
| 10e                                                                       | Warren Barguil                                                            | France                                                                    | Arkéa-Samsic                                                              | 6                                                                         |
| 11e                                                                       | Dylan Teuns                                                               | Belgique                                                                  | Israel-Premier Tech                                                       | 5                                                                         |
| 12e                                                                       | Alex Aranburu                                                             | Espagne                                                                   | Movistar Team                                                             | 4                                                                         |
| 13e                                                                       | Hugo Houle                                                                | Canada                                                                    | Israel-Premier Tech                                                       | 3                                                                         |
| 14e                                                                       | Giulio Ciccone                                                            | Italie                                                                    | Lidl-Trek                                                                 | 2                                                                         |
| 15e                                                                       | Rigoberto Urán                                                            | Colombie                                                                  | EF Education-EasyPost                                                     | 1                                                                         |
| modifier                                                                  |                                                                           |                                                                           |                                                                           |                                                                           |

### Cols et côtes
| Col de la Forclaz de Montmin (km 82,8) 1re catégorie (7,2 km à 7,3 %) | Col de la Forclaz de Montmin (km 82,8) 1re catégorie (7,2 km à 7,3 %) | Col de la Forclaz de Montmin (km 82,8) 1re catégorie (7,2 km à 7,3 %) | Col de la Forclaz de Montmin (km 82,8) 1re catégorie (7,2 km à 7,3 %) | Col de la Forclaz de Montmin (km 82,8) 1re catégorie (7,2 km à 7,3 %) |
| --------------------------------------------------------------------- | --------------------------------------------------------------------- | --------------------------------------------------------------------- | --------------------------------------------------------------------- | --------------------------------------------------------------------- |
|                                                                       | Coureur                                                               | Pays                                                                  | Équipe                                                                | Point(s)                                                              |
| 1er                                                                   | Alexey Lutsenko                                                       | Kazakhstan                                                            | Astana Qazaqstan Team                                                 | 10                                                                    |
| 2e                                                                    | Julian Alaphilippe                                                    | France                                                                | Soudal Quick-Step                                                     | 8                                                                     |
| 3e                                                                    | Giulio Ciccone                                                        | Italie                                                                | Lidl-Trek                                                             | 6                                                                     |
| 4e                                                                    | Neilson Powless                                                       | États-Unis                                                            | EF Education-EasyPost                                                 | 4                                                                     |
| 5e                                                                    | Wout van Aert                                                         | Belgique                                                              | Jumbo-Visma                                                           | 2                                                                     |
| 6e                                                                    | Thibaut Pinot                                                         | France                                                                | Groupama-FDJ                                                          | 1                                                                     |
| modifier                                                              |                                                                       |                                                                       |                                                                       |                                                                       |

| Col de la Croix Fry (km 124,5) 1re catégorie (11,3 km à 7,0 %) | Col de la Croix Fry (km 124,5) 1re catégorie (11,3 km à 7,0 %) | Col de la Croix Fry (km 124,5) 1re catégorie (11,3 km à 7,0 %) | Col de la Croix Fry (km 124,5) 1re catégorie (11,3 km à 7,0 %) | Col de la Croix Fry (km 124,5) 1re catégorie (11,3 km à 7,0 %) |
| -------------------------------------------------------------- | -------------------------------------------------------------- | -------------------------------------------------------------- | -------------------------------------------------------------- | -------------------------------------------------------------- |
|                                                                | Coureur                                                        | Pays                                                           | Équipe                                                         | Point(s)                                                       |
| 1er                                                            | Giulio Ciccone                                                 | Italie                                                         | Lidl-Trek                                                      | 10                                                             |
| 2e                                                             | Wout van Aert                                                  | Belgique                                                       | Jumbo-Visma                                                    | 8                                                              |
| 3e                                                             | Rigoberto Urán                                                 | Colombie                                                       | EF Education-EasyPost                                          | 6                                                              |
| 4e                                                             | Lawson Craddock                                                | États-Unis                                                     | Team Jayco AlUla                                               | 4                                                              |
| 5e                                                             | Mikel Landa                                                    | Espagne                                                        | Bahrain Victorious                                             | 2                                                              |
| 6e                                                             | Wout Poels                                                     | Pays-Bas                                                       | Bahrain Victorious                                             | 1                                                              |
| modifier                                                       |                                                                |                                                                |                                                                |                                                                |

| Col des Aravis (km 133,3) 3e catégorie (4,4 km à 5,8 %) | Col des Aravis (km 133,3) 3e catégorie (4,4 km à 5,8 %) | Col des Aravis (km 133,3) 3e catégorie (4,4 km à 5,8 %) | Col des Aravis (km 133,3) 3e catégorie (4,4 km à 5,8 %) | Col des Aravis (km 133,3) 3e catégorie (4,4 km à 5,8 %) |
| ------------------------------------------------------- | ------------------------------------------------------- | ------------------------------------------------------- | ------------------------------------------------------- | ------------------------------------------------------- |
|                                                         | Coureur                                                 | Pays                                                    | Équipe                                                  | Point(s)                                                |
| 1er                                                     | Marc Soler                                              | Espagne                                                 | UAE Team Emirates                                       | 2                                                       |
| 2e                                                      | Wout van Aert                                           | Belgique                                                | Jumbo-Visma                                             | 1                                                       |
| modifier                                                |                                                         |                                                         |                                                         |                                                         |

| Côte des Amerands (km 170,6) 2e catégorie (2,7 km à 10,9 %) | Côte des Amerands (km 170,6) 2e catégorie (2,7 km à 10,9 %) | Côte des Amerands (km 170,6) 2e catégorie (2,7 km à 10,9 %) | Côte des Amerands (km 170,6) 2e catégorie (2,7 km à 10,9 %) | Côte des Amerands (km 170,6) 2e catégorie (2,7 km à 10,9 %) |
| ----------------------------------------------------------- | ----------------------------------------------------------- | ----------------------------------------------------------- | ----------------------------------------------------------- | ----------------------------------------------------------- |
|                                                             | Coureur                                                     | Pays                                                        | Équipe                                                      | Point(s)                                                    |
| 1er                                                         | Wout Poels                                                  | Pays-Bas                                                    | Bahrain Victorious                                          | 5                                                           |
| 2e                                                          | Wout van Aert                                               | Belgique                                                    | Jumbo-Visma                                                 | 3                                                           |
| 3e                                                          | Marc Soler                                                  | Espagne                                                     | UAE Team Emirates                                           | 2                                                           |
| 4e                                                          | Guillaume Martin                                            | France                                                      | Cofidis                                                     | 1                                                           |
| modifier                                                    |                                                             |                                                             |                                                             |                                                             |

| \| Saint-Gervais-les-Bains - Mont-Blanc - Le Bettex (km 179) 1re catégorie (7,0 km à 7,7 %) \| Saint-Gervais-les-Bains - Mont-Blanc - Le Bettex (km 179) 1re catégorie (7,0 km à 7,7 %) \| Saint-Gervais-les-Bains - Mont-Blanc - Le Bettex (km 179) 1re catégorie (7,0 km à 7,7 %) \| Saint-Gervais-les-Bains - Mont-Blanc - Le Bettex (km 179) 1re catégorie (7,0 km à 7,7 %) \| Saint-Gervais-les-Bains - Mont-Blanc - Le Bettex (km 179) 1re catégorie (7,0 km à 7,7 %) \| \| ---------------------------------------------------------------------------------------- \| ---------------------------------------------------------------------------------------- \| ---------------------------------------------------------------------------------------- \| ---------------------------------------------------------------------------------------- \| ---------------------------------------------------------------------------------------- \| \| \| Coureur \| Pays \| Équipe \| Point(s) \| \| 1er \| Wout Poels \| Pays-Bas \| Bahrain Victorious \| 10 \| \| 2e \| Wout van Aert \| Belgique \| Jumbo-Visma \| 8 \| \| 3e \| Mathieu Burgaudeau \| France \| TotalEnergies \| 6 \| \| 4e \| Lawson Craddock \| États-Unis \| Team Jayco AlUla \| 4 \| \| 5e \| Mikel Landa \| Espagne \| Bahrain Victorious \| 2 \| \| 6e \| Thibaut Pinot \| France \| Groupama-FDJ \| 1 \| \| modifier \| \| \| \| \| |                    |            |                    |          |
| Saint-Gervais-les-Bains - Mont-Blanc - Le Bettex (km 179) 1re catégorie (7,0 km à 7,7 %) |                    |            |                    |          |
| | Coureur            | Pays       | Équipe             | Point(s) |
| 1er | Wout Poels         | Pays-Bas   | Bahrain Victorious | 10       |
| 2e | Wout van Aert      | Belgique   | Jumbo-Visma        | 8        |
| 3e | Mathieu Burgaudeau | France     | TotalEnergies      | 6        |
| 4e | Lawson Craddock    | États-Unis | Team Jayco AlUla   | 4        |
| 5e | Mikel Landa        | Espagne    | Bahrain Victorious | 2        |
| 6e | Thibaut Pinot      | France     | Groupama-FDJ       | 1        |
| modifier |                    |            |                    |          |

### Prix de la combativité
- Adrien Petit (Intermarché-Circus-Wanty)

## Classements à l'issue de l'étape
Cette section présente le classement général et les différents classements annexes à l'issue de l'étape.

### Classement général
| Classement général | Classement général | Classement général | Classement général | Classement général  |
|                    | Coureur            | Pays               | Équipe             | Temps               |
| ------------------ | ------------------ | ------------------ | ------------------ | ------------------- |
| 1er                | Jonas Vingegaard   | Danemark           | Jumbo-Visma        | en 62 h 34 min 17 s |
| 2e                 | Tadej Pogačar      | Slovénie           | UAE Team Emirates  | + 10 s              |
| 3e                 | Carlos Rodríguez   | Espagne            | Ineos Grenadiers   | + 5 min 21 s        |
| 4e                 | Adam Yates         | Royaume-Uni        | UAE Team Emirates  | + 5 min 40 s        |
| 5e                 | Jai Hindley        | Australie          | Bora-Hansgrohe     | + 6 min 38 s        |
| 6e                 | Sepp Kuss          | États-Unis         | Jumbo-Visma        | + 9 min 16 s        |
| 7e                 | Pello Bilbao       | Espagne            | Bahrain Victorious | + 10 min 11 s       |
| 8e                 | Simon Yates        | Royaume-Uni        | Team Jayco AlUla   | + 10 min 48 s       |
| 9e                 | David Gaudu        | France             | Groupama-FDJ       | + 14 min 7 s        |
| 10e                | Guillaume Martin   | France             | Cofidis            | + 14 min 18 s       |
| modifier           |                    |                    |                    |                     |

| Classement par points | Classement par points | Classement par points | Classement par points    | Classement par points |
| --------------------- | --------------------- | --------------------- | ------------------------ | --------------------- |
|                       | Coureur               | Pays                  | Équipe                   | Point(s)              |
| 1er                   | Jasper Philipsen      | Belgique              | Alpecin-Deceuninck       | 323 points            |
| 2e                    | Mads Pedersen         | Danemark              | Lidl-Trek                | 179 pts               |
| 3e                    | Bryan Coquard         | France                | Cofidis                  | 178 pts               |
| 4e                    | Wout van Aert         | Belgique              | Jumbo-Visma              | 139 pts               |
| 5e                    | Tadej Pogačar         | Slovénie              | UAE Team Emirates        | 129 pts               |
| 6e                    | Jordi Meeus           | Belgique              | Bora-Hansgrohe           | 96 pts                |
| 7e                    | Dylan Groenewegen     | Pays-Bas              | Team Jayco AlUla         | 92 pts                |
| 8e                    | Biniam Girmay         | Érythrée              | Intermarché-Circus-Wanty | 90 pts                |
| 9e                    | Michael Woods         | Canada                | Israel-Premier Tech      | 88 pts                |
| 10e                   | Victor Lafay          | France                | Cofidis                  | 80 pts                |
| modifier              |                       |                       |                          |                       |

| Classement du meilleur grimpeur | Classement du meilleur grimpeur | Classement du meilleur grimpeur | Classement du meilleur grimpeur | Classement du meilleur grimpeur |
| ------------------------------- | ------------------------------- | ------------------------------- | ------------------------------- | ------------------------------- |
|                                 | Coureur                         | Pays                            | Équipe                          | Point(s)                        |
| 1er                             | Giulio Ciccone                  | Italie                          | Lidl-Trek                       | 58 points                       |
| 2e                              | Neilson Powless                 | États-Unis                      | EF Education-EasyPost           | 58 pts                          |
| 3e                              | Jonas Vingegaard                | Danemark                        | Jumbo-Visma                     | 54 pts                          |
| 4e                              | Tadej Pogačar                   | Slovénie                        | UAE Team Emirates               | 48 pts                          |
| 5e                              | Wout van Aert                   | Belgique                        | Jumbo-Visma                     | 47 pts                          |
| 6e                              | Felix Gall                      | Autriche                        | AG2R Citroën Team               | 32 pts                          |
| 7e                              | Jai Hindley                     | Australie                       | EF Education-EasyPost           | 31 pts                          |
| 8e                              | Michał Kwiatkowski              | Pologne                         | Ineos Grenadiers                | 30 pts                          |
| 9e                              | Tobias Halland Johannessen      | Norvège                         | Uno-X Pro Cycling Team          | 30 pts                          |
| 10e                             | Michael Woods                   | Canada                          | Israel-Premier Tech             | 28 pts                          |
| modifier                        |                                 |                                 |                                 |                                 |

| Classement général du meilleur jeune | Classement général du meilleur jeune | Classement général du meilleur jeune | Classement général du meilleur jeune | Classement général du meilleur jeune |
|                                      | Coureur                              | Pays                                 | Équipe                               | Temps                                |
| ------------------------------------ | ------------------------------------ | ------------------------------------ | ------------------------------------ | ------------------------------------ |
| 1er                                  | Tadej Pogačar                        | Slovénie                             | UAE Team Emirates                    | en 62 h 34 min 27 s                  |
| 2e                                   | Carlos Rodríguez                     | Espagne                              | Ineos Grenadiers                     | + 5 min 11 s                         |
| 3e                                   | Felix Gall                           | Autriche                             | AG2R Citroën Team                    | + 14 min 29 s                        |
| 4e                                   | Tom Pidcock                          | Royaume-Uni                          | Ineos Grenadiers                     | + 16 min 43 s                        |
| 5e                                   | Mathieu Burgaudeau                   | France                               | TotalEnergies                        | + 1 h 21 min 8 s                     |
| 6e                                   | Mattias Skjelmose Jensen             | Danemark                             | Lidl-Trek                            | + 1 h 22 min 16 s                    |
| 7e                                   | Tobias Halland Johannessen           | Norvège                              | Uno-X Pro Cycling Team               | + 2 h 4 min 1 s                      |
| 8e                                   | Matteo Jorgenson                     | États-Unis                           | Movistar Team                        | + 2 h 14 min 50 s                    |
| 9e                                   | Maxim Van Gils                       | Belgique                             | Lotto Dstny                          | + 2 h 22 min 56 s                    |
| 10e                                  | Clément Champoussin                  | France                               | Arkéa-Samsic                         | + 2 h 27 min 38 s                    |
| modifier                             |                                      |                                      |                                      |                                      |

| Classement par équipes | Classement par équipes | Classement par équipes | Classement par équipes |
|                        | Équipe                 | Pays                   | Temps                  |
| ---------------------- | ---------------------- | ---------------------- | ---------------------- |
| 1re                    | Jumbo-Visma            | Pays-Bas               | en 188 h 22 min 3 s    |
| 2e                     | Ineos Grenadiers       | Royaume-Uni            | + 3 min 22 s           |
| 3e                     | UAE Team Emirates      | Émirats arabes unis    | + 7 min 39 s           |
| 4e                     | Bahrain Victorious     | Bahreïn                | + 10 min 22 s          |
| 5e                     | Groupama-FDJ           | France                 | + 42 min 41 s          |
| 6e                     | Bora-Hansgrohe         | Allemagne              | + 1 h 15 min 49 s      |
| 7e                     | AG2R Citroën Team      | France                 | + 1 h 26 min 42 s      |
| 8e                     | Movistar Team          | Espagne                | + 2 h 34 min 12 s      |
| 9e                     | Team Jayco AlUla       | Australie              | + 2 h 39 min 51 s      |
| 10e                    | Cofidis                | France                 | + 3 h 16 min 27 s      |
| modifier               |                        |                        |                        |

## Abandons
Un coureur a abandonné lors de la 15e étape :
- Daniel Martínez (Ineos Grenadiers) : non-partant.